# Lancelot Payne
Lancelot Payne (* 11. April 1933; † 16. November 2011 in Nelson)  war ein neuseeländischer Radrennfahrer und nationaler Meister im Radsport.

## Sportliche Laufbahn
Lancelot „Lance“ Payne gewann 1952 die Meisterschaft im Straßenrennen der Amateure in Neuseeland. 1954 konnte er diesen Erfolg wiederholen. 1958 gewann er den Titel erneut. 1954 und 1958 vertrat er sein Land bei den British Empire Games im Straßenrennen, 1958 wurde er dabei als 11. im Straßenrennen klassiert.